# Susuz (Atkaracalar)
Susuz is een dorp in het Turkse district Atkaracalar en telt 84 inwoners (2000).
Centrale districtsplaats (İlçe Merkezi): Atkaracalar
Gemeenten (Beldeler): Çardaklı
Dorpen (Köyler):
Bozkuş · Budakpınar · Demirli · Eyüpözü · Üyük · Ilıpınar · Kızılibrik · Kükürt · Susuz · Yakalı